# Argynnis sunides
Argynnis sunides är en fjärilsart som beskrevs av William Chapman Hewitson 1877. Argynnis sunides ingår i släktet Argynnis och familjen praktfjärilar. Inga underarter finns listade i Catalogue of Life.